# Вяткин, Артём Дмитриевич
Артём Дмитриевич Вяткин (род. 5 марта 1996, Кедровый, Красноярский край) — российский футболист, защитник.

## Биография
Родился 5 марта 1996 года в Красноярском крае, в семье офицера-ракетчика, мама педагог.
Позже семья переехал в Ростов-на-Дону. Футболом начал заниматься с 8 лет в ФК СКА Ростов-на-Дону, под руководством тренера Бойко Константина Валентиновича. Затем перешёл в Академию футбола имени В. Понедельника занимался под руководством сербского тренера Веселиновича Александра.
В 15 лет был приглашен в академию московского «Локомотива», тренеры Катасонов Александр Михайлович, Ульянов Николай Михайлович.
С начала 2013 года стал привлекаться Сергеем Полстяновым к тренировкам молодёжного состава, продолжая при этом выступать за команду своего возраста в Первенстве Москвы.
На профессиональном уровне дебютировал в сезоне 2013/2014, отыграв в составе «Локомотива-2» 9 матчей в ПФЛ. В 2015 году подписал контракт с петербургским «Зенитом», за который выступал в основном в молодёжном первенстве, а также за «Зенит-2». В августе 2017 года был отдан в аренду на полгода в клуб второй хорватской лиги «Новиград», где провёл 14 матчей. В начале 2018 года вновь был отдан в аренду, на этот раз в финский клуб «Лахти». 8 апреля 2018 года дебютировал в чемпионате Финляндии, отыграв весь матч против клуба ТПС.
В январе 2021 года подписал контракт с таганрогским футбольным клубом «Форте».
В декабре 2022-го года покинул таганрогский футбольный клуб «Форте», за который провёл 40 матчей во всех турнирах, в которых забил 2 гола.